# Прачуапкхирикхан
Прачу́апкхирикха́н (тайск. ประจวบคีรีขันธ์) — город в Таиланде, административный центр одноимённой провинции.

## Географическое положение
Город находится в центральной части провинции, на берегу Сиамского залива, вблизи границы с Мьянмой, на расстоянии приблизительно 210 километров к юго-юго-западу (SSW) от столицы страны Бангкока. Абсолютная высота — 0 метров над уровнем моря.

## Климат
| Показатель                    | Янв. | Фев. | Март | Апр. | Май | Июнь | Июль | Авг. | Сен. | Окт. | Нояб. | Дек. | Год  |
| ----------------------------- | ---- | ---- | ---- | ---- | --- | ---- | ---- | ---- | ---- | ---- | ----- | ---- | ---- |
| Абсолютный максимум, °C       | 35   | 36   | 37   | 38   | 37  | 36   | 37   | 38   | 36   | 35   | 34    | 36   | 38   |
| Средний суточный максимум, °C | 29   | 30   | 31   | 32   | 32  | 31   | 31   | 31   | 31   | 30   | 29    | 29   | 30   |
| Средняя температура, °C       | 25   | 26   | 27   | 28   | 28  | 28   | 28   | 28   | 28   | 27   | 26    | 25   | 27   |
| Средний суточный минимум, °C  | 20   | 21   | 23   | 25   | 25  | 25   | 25   | 25   | 25   | 23   | 23    | 21   | 23   |
| Абсолютный минимум, °C        | 12   | 15   | 17   | 22   | 22  | 22   | 22   | 22   | 21   | 20   | 17    | 13   | 12   |
| Норма осадков, мм             | 30   | 40   | 40   | 50   | 120 | 90   | 90   | 90   | 100  | 230  | 200   | 30   | 1160 |
| Источник: Weatherbase         |      |      |      |      |     |      |      |      |      |      |       |      |      |

## Население
По данным переписи 2000 года численность населения города составляла 26 926 человек.

## Транспорт
Сообщение Прачуапкхирикхан с другими городами осуществляется посредством железнодорожного и автомобильного транспорта. К северу от города расположен небольшой одноимённый гражданский аэропорт (ICAO: VTBN). К югу от города находится авиабаза ВВС Таиланда.

## Достопримечательности
- Буддистский храм Ват-Тхаммикарам[4].

## Известные уроженцы
- Паяо Поонтарат (тайск. พเยาว์ พูนธรัตน์, 18 октября 1957 — 13 августа 2006) — таиландский боксёр, первый спортсмен из Таиланда, сумевший завоевать медаль на Олимпийских играх.